# سینه‌سرخ سرخ‌فام
سینه‌سرخ سرخ‌فام (نام علمی: Petroica boodang) نام یک گونه از سرده سینه‌سرخ‌های سنگ‌نشین است.